# Eleos (mitologia)
Eleos (em grego Ἔλεος), na mitologia grega, era uma daemon que personificava a piedade, a caridade e a misericórdia. Este espírito benigno era filha de Érebo e de Nix, e tinha como daemon oposta a Anaideia, a crueldade. Eleos tinha um altar na ágora de Atenas. 
Tal como relata Pausânias, “os atenienses são os únicos entre os helenos que adoram a este ser divino, e entre todos os deuses é o mais útil para a vida humana em todas as suas vicissitudes”. Era um templo de decoração modesta, sem estátuas nem rituais, pois a deusa morava somente nos corações dos homens. 
Nele se escutava a todos os suplicantes dia e noite por mais horrendos que tivessem sido seus crimes. Por isto aqueles que imploravam o asilo dos atenienses, como Adrasto ou os Heraclides, acudiam ao altar de Eleos pedindo clemência. Sua equivalente romana era Misericordia.